# نووا بژژنگتسا
نووا بژژنگتسا (به لاتین: Nowa Brzeźnica) یک روستا در لهستان است که در گمینا نووا بژژنگتسا واقع شده‌است. نووا بژژنگتسا ۷۵۰ نفر جمعیت دارد.